# هارفي ريد
هارفي ريد (بالإنجليزية: Harvey Reid)‏ هو كاتب أغاني وعازف قيثارة ورائد أعمال ومنتج أسطوانات وملحن أمريكي، ولد في 1954 في كاليفورنيا في الولايات المتحدة.

## وصلات خارجية
- الموقع الرسمي
- هارفي ريد على موقع ميوزك برينز (الإنجليزية)
- هارفي ريد على موقع أول ميوزيك (الإنجليزية)
- هارفي ريد على موقع ديسكوغز (الإنجليزية)